# 歐陽澈
歐陽澈（1091年—1127年），字德明，宋朝江南西路撫州崇仁县青云（今江西崇仁马鞍乡）栎油人，因直言進諫，被宋高宗斬殺，後來高宗後悔，又追贈為秘書閣修撰。

## 簡介
終生布衣，喜談時事。靖康元年（1126年）上“安邊禦敵十策”，州官扣下不給轉呈，又兩次上“時務十事”，提出政治改革理念和抵禦金兵的建議。不久即發生靖康之變，歐陽澈憤恨說：“我能口伐金人，强于百万之师，愿杀身以安社稷。有如上不见信，请质子女于朝，身使金营，迎亲王而歸。”大家都笑他傻。
南宋康王趙構即位，是為宋高宗，歐陽澈又至南京應天府（今河南商丘）上書，斥責黃潛善、汪伯彥的罪行，帝謂其言不實，黃乘機饞於上，诬指为“语涉宫禁”。後與太學生陳東被殺害於應天府，兩人的首級被懸掛在市門上，幾天後，李猷等人設法出資贖回屍身，用棺盛斂，送回故鄉。百姓為其流淚，尚書右丞許翰為之撰寫哀辭，八次上章求罷，亦免職。
紹興四年（1134年）高宗至杭州，似有所悔悟，追贈歐陽澈為秘書閣修撰。有《飄然集》。嘉定十七年，撫州通判胡衍義取歐陽澈靖康三書併刻爲六卷。
當地人憐憫陳東、歐陽澈，建立了雙忠廟奉祀，後來遭到王倫拆毀，明朝時士紳李士貴，又立廟於艮山門外，鄉民祈求頗為靈驗。